# Seychalles
Seychalles é uma comuna francesa na região administrativa de Auvérnia-Ródano-Alpes, no departamento Puy-de-Dôme. Estende-se por uma área de 9,28 km². Em 2010 a comuna tinha 798 habitantes (densidade: 86 hab./km²).